# Spilichneumon nubivagus
Spilichneumon nubivagus är en stekelart som först beskrevs av Ezra Townsend Cresson 1867.
Spilichneumon nubivagus ingår i släktet Spilichneumon och familjen brokparasitsteklar. Inga underarter finns listade i Catalogue of Life.